# 이인초등학교
이인초등학교는 대한민국 충청남도 공주시 이인면 이인리에 있는 공립 초등학교이다.

## 학교 연혁
| 1913년 | 5월 1일   | 사립 삼흥학교 개교         |
| 1917년 | 4월 1일   | 이인공립보통학교 인가      |
| 1938년 | 4월 1일   | 이인공립심상소학교로 개명  |
| 1941년 | 4월 1일   | 이인공립국민학교로 개명    |
| 1944년 | 4월 1일   | 16학급 인가                |
| 1947년 | 11월 15일 | 태봉국민학교 승격분리      |
| 1949년 | 9월 30일  | 주봉국민학교 승격분리      |
| 1981년 | 3월 6일   | 병설유치원 개원            |
| 1995년 | 3월 1일   | 6학급 편성                 |
| 1996년 | 3월 1일   | 이인초등학교로 개명        |
| 2007년 | 3월 1일   | 복룡초등학교 통합          |
| 2014년 | 3월 3일   | 박병선 교장 부임           |
| 2016년 | 2월 4일   | 제97회 졸업 3명(총 5534명) |
| 2017년 | 2월 4일   | 제98회 졸업 3명(총 5537명) |
| 2017년 | 3월 1일   | 주봉초등학교 통합          |

## 참고 자료
- 이인초등학교 - 한국교육학술정보원 학교알리미